# フランツ・ブリュッヒャー

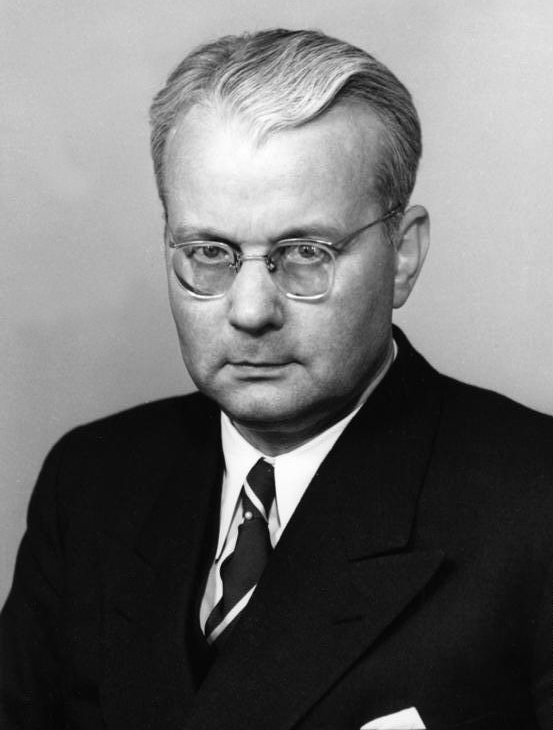
1950年のブリュッヒャー

フランツ・ブリュッヒャー（ドイツ語: Franz Blücher、1896年3月24日 - 1959年3月26日）は、ドイツ（西ドイツ）の政治家。所属政党は自由民主党（FDP）、のち自由国民党（FVP）、ドイツ党（DP）。1949年から1953年までコンラート・アデナウアー内閣でマーシャル・プラン担当相兼副首相、1957年まで経済協力相および副首相を務めた。

## 経歴
エッセンに生まれる。宗派はカトリック。1914年にアビトゥーアに合格し、1918年まで第一次世界大戦に従軍、捕虜となる。1920年に釈放されたのち大学に入学し歴史学と国家学を学ぶが、すぐに中退した。1921年から産業界で取引業に従事。1930年からはエッセンの住宅賃貸業者で部長を務めた。1938年から1945年までエッセンの銀行で店長を務める。ヴァイマル共和政時代は政党に属さず、ナチス・ドイツ時代も国家社会主義ドイツ労働者党と距離を置いた。
戦後、エッセンで自由民主党（LDP）の共同設立者になる。この党はのちに自由民主党（FDP）の地域支部になった。1946年1月にはイギリス軍占領地区で自由主義政党を立ち上げるが、その名称をFreie Demokratische Partei（自由民主党）とすることを主張し、容れられた。同年5月にはイギリス軍占領地区FDPの代表に選出された。1946年から1947年まで、ノルトライン＝ヴェストファーレン州議会議員を務め、イギリス軍占領地域の参事会会員となった。またルドルフ・アーメルンクセンの内閣でノルトライン＝ヴェストファーレン州財務大臣を務めた。1947年から1949年まではバイゾーンで経済委員会委員を務め、FDP議員団団長や経済委員会委員長を務めた。
1948年から1949年まで、FDP全国副代表。1949年、第一回ドイツ連邦議会選挙に当選、1958年2月の辞任まで議席を維持した。1949年9月、コンラート・アデナウアー内閣でマーシャルプラン担当相および副首相に就任。1949年から1954年までFDP代表を務めた。党内での左派と右派の対立では党派に与せず、両者の間を取り持つことに尽力した。1947年から1956年まで、自由主義インターナショナルのドイツ代表を兼任した。1949年から国際ルール機関西ドイツ代表（1951年まで）。1953年には西ドイツ代表としてイギリス女王エリザベス2世の戴冠式に参列。1953年の総選挙後は経済協力相兼副首相に転じた。1955年から1957年までOECC（現在の経済協力開発機構）副総裁を務める。
1956年2月、ノルトライン＝ヴェストファーレン州のFDPがドイツキリスト教民主同盟（CDU）との連立を解消してドイツ社会民主党（SPD）と連立したことに抗議して離党、自由国民党（FVP）を結党した。一年後の1957年にFVPはドイツ党（DP）と合同し、ドイツ党に入党した。この年の総選挙を最後に大臣職から離れた。1958年1月から欧州石炭鉄鋼共同体の委員を務めるが、翌年バート・ゴーデスベルクで死去した。

## 顕彰
1954年、ベルリン自由大学より名誉博士号。1957年にもラホールのパンジャブ大学より名誉博士号を贈られた。1954年、ドイツ連邦共和国功労勲章大十字章、ギリシャ王国ゲオルク1世勲章受章。1955年位はイタリア共和国功労勲章大十字章を受章した。

## 著書
- Bundesregierung und Parlament, Bad Harzburg, 1955.